# Časová pásma v Kanadě

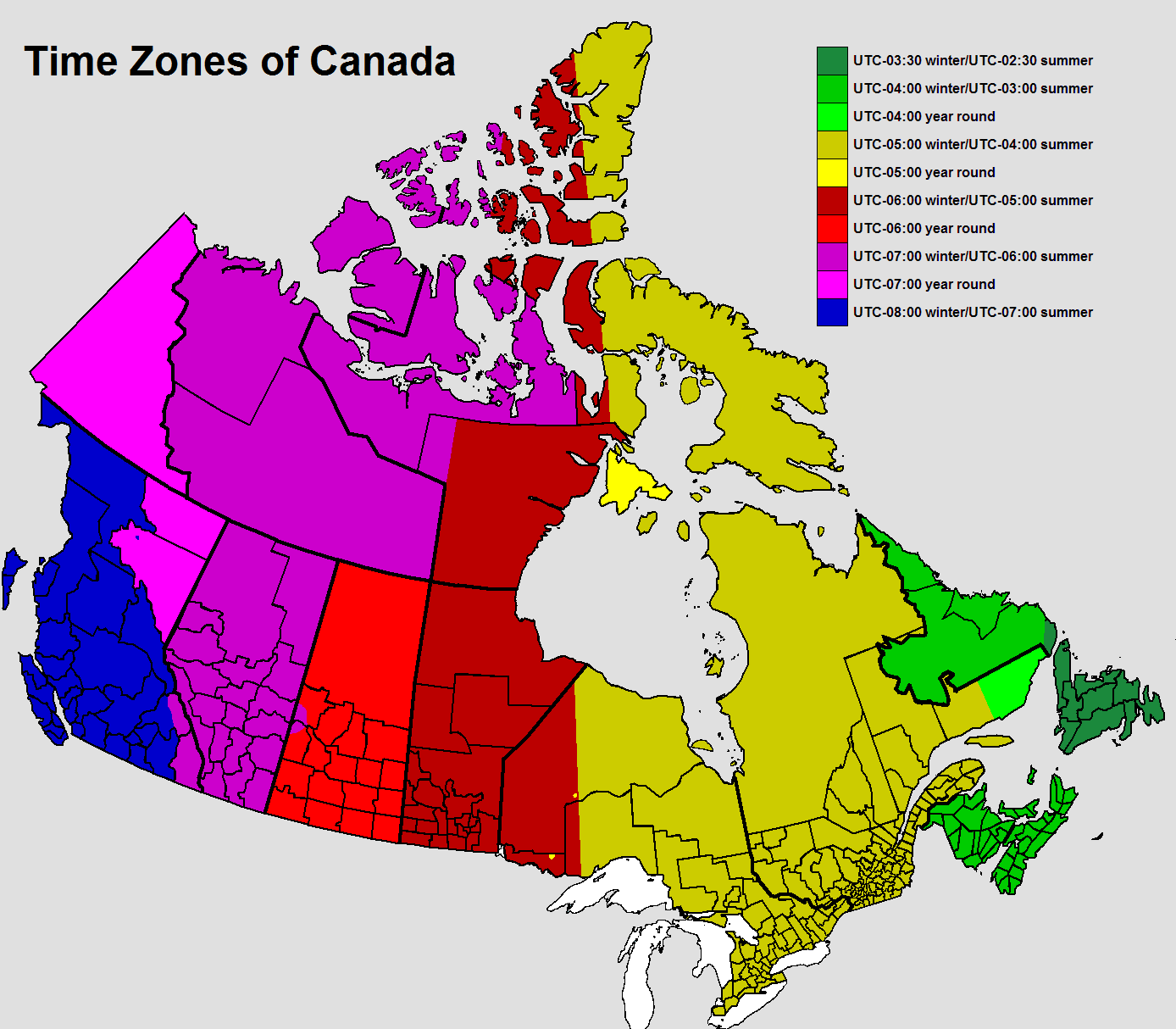
Mapa prakticky používaných časů

Časová pásma v Kanadě pokrývají území o délkovém rozsahu 88°23', což odpovídá časovému rozdílu nejvýchodnějšího a nejzápadnějšího cípu území Kanady 5,9 hodiny. Tento rozdíl náleží 6 časovým zónám, jak jsou definovány zákony jednotlivých kanadských provincií. Sezónní změna času je zavedena na většině území.

## Standardizovaný čas
Stanovení jednotek měr a vah, mezi kterými je uveden i čas, je v Kanadě v kompetenci centrální vlády a čas je definován ve vztahu na UTC. Určení platného času je v kompetenci jednotlivých provincií a teritorií. Tímto způsobem je v Kanadě definováno šest časových pásem:
- Newfoundlandský standardní čas (Newfoundland Standard Time) — NST (UTC -3.30)
- Atlantický standardní čas (Atlantic Standard Time) — AST (UTC -4.00)
- Východní standardní čas (Eastern Standard Time) — EST (UTC -5.00)
- Centrální standardní čas (Central Standard Time) — CST (UTC -6.00)
- Horský standardní čas (Mountain Standard Time) — MST (UTC -7.00)
- Tichomořský (Pacifický) standardní čas (Pacific Standard Time) — PST (UTC -8.00)

Standardizované časy se běžně užívají s mnoha místními odchylkami a nerespektují se platné zákony o používání času, viz Nestandardizovaný čas níže. Nejznámější odchylky jsou zaznamenány do většiny časových map.

### Hranice
Oficiální hranice mezi pásmy sledují hranice jednotlivých provincií a teritorií nebo, kromě Saskatchewanu, hranice krajů, případně jsou definovány poledníky.
- mezi pásmy NST a AST je hranice totožná s hranicemi mezi provinciemi, přičemž provincie Newfoundland a Labrador užívá čas NST jako jediná.[5] Čas AST se používá v Novém Skotsku,[6] Novém Brunšviku,[7] na Ostrově prince Edwarda[8] a v Quebeku východně od 63. poledníku západní délky.[9]
- mezi pásmy NST a EST je hranice totožná s hranicí mezi provincií Newfoundland a Labrador[5] a Quebekem západně od 63. poledníku.[9]
- mezi pásmy AST a EST vede hranice v Quebeku po 63. poledníku západní délky a na jihu je totožná s jeho hranicí s Novým Brunšvikem s výjimkou území Listugučů.[9]
- mezi pásmy EST a CST vede hranice v Ontariu 90. poledníkem západní délky[10] a v Nunavutu 85. poledníkem západní délky, a to krajem Qikiqtaaluk a dále po jeho hranici s krajem Kivalliq, přičemž ostrovy v Hudsonově zálivu, především ostrov Southampton zůstávají v pásmu EST.[11]
- mezi pásmy CST a MST předěl tvoří v zásadě hranice mezi Saskatchewanem (CST)[12] a Albertou (MST).[13] Definice času v Saskatchewanu je složitá, protože na jeho západně mohou místní komunity v zimě používat MST s tím, že užívání CST je v létě povinné všude.[14] V zásadě jde o území ležící západně od 106. poledníku, přičemž v Severosaskatchewanské správní oblasti jde o vymezení přesné, kdežto jinde je definováno hranicemi spádových oblastí škol tak, že oblasti dělené 106. poledníkem spadají do území s touto možností. Město Lloydminster má zvláštní postavení, protože leží v Saskatchewanu i Albertě, a je ze saskatchewanské regulace vyňato.[12]

Časová hranice dále sleduje hranici Severozápadních teritorií, která mají čas MST, a severněji dělí Nunavut tak, že část kraje Kivalliq ležící na západ od 102. poledníku má čas MST, jakož i celý kraj Kitikmeot. Celá Manitoba má čas CST.
- mezi pásmy MST a PST je hranice totožná hranicemi provincií a teritorií tak, že Britská Kolumbie[17] a Yukon[18] leží v pásmu PST.

### Sezónní změna času
Tzv. čas šetřící denní světlo — daylight saving time (DST), je zaveden na většině území. Letní čas není oficiálně zaveden ve východní části Quebeku a nezavedl jej ani Saskatchewan, přičemž však komunitám na západě umožňuje používat „zimní čas“; dále také některé komunity v jiných provinciích si vymohly na místních vládách odlišné regulace, např. ostrov Southampton, Z tohoto důvodu je systém časů složitý. Sezónních časů je rovněž šest:
- Newfoundlandský letní čas (Newfoundland Daylight Time) — NDT (UTC -2.30) oficiálně platí na celém území provincie Newfoundland a Labrador.[5]
- Atlantický letní čas (Atlantic Daylight Time) — ADT (UTC -3.00) je zaveden v provinciích Nové Skotsko,[6] Ostrov Prince Edwarda,[19] Nový Brunšvik[7] a v Quebeku pouze na Magdaleniných ostrovech a území Listugučů.[9]
- Východní letní čas (Eastern Daylight Time) — EDT (UTC -4.00) platí v západní části Quebeku,[9] východní části Ontaria[10] a východní části kraje Qikiqtaaluk v teritoriu Nunavut.[p 1]
- Centrální letní čas (Central Daylight Time) — CDT (UTC -5.00) platí v Manitobě,[16] východní části Ontaria[10] a východní části kraje Kivalliq a západní části kraje Qikiqtaaluk ležících v teritoriu Nunavut.[p 1]
- Horský letní čas (Mountain Daylight Time) — MDT (UTC -6.00) platí v Albertě,[13] Severozápadních teritoriích[p 2] a v kraji Kitikmeot a západní části kraje Qikiqtaaluk v teritoriu Nunavut.[p 1]
- Tichomořský letní čas (Pacific Daylight Time) — PDT (UTC -7.00) oficiálně platí v Britské Kolumbii[17] a Yukonu.[p 2]

Podle příslušných místních zákonů přechod na tento čas nastává druhou březnovou neděli, kdy se ve 2 hod. posouvá čas o jednu hodinu dopředu, a končí první listopadovou neděli, kdy se ve 2 hod. posouvá čas o jednu hodinu zpět. Okamžik přechodu je tak (2013) zkoordinován se sezónní změnou času ve Spojených státech.

## Nestandardizovaný čas

### Newfoundland a Labrador
Zákonný čas NST užívá jen malá část poloostrova Labrador přilehlá k ostrovu Newfoundland (mezi L'Anse-au-Clair a Norman's Bay); severnější, větší část poloostrova používá čas AST i se sezónní změnou.

### Quebec
Odchylně od zákona se východně od řeky Natashquan v létě používá ADT. Ve městě Schefferville a okolí se používá čas AST včetně sezónní změny.

### Ontario
Západně od 90. poledníku se neoficiálně užívá čas EST v okolí obcí Shebandowan a Upsala (Ontario), a to včetně sezónní změny času. Zatímco v okolí městeček Atikokan a Pickle Lake se používá EST po celý rok a od zákonného času se tak zde odchylují pouze v zimě. Východně od 90. poledníku neoficiálně užívá čas CST oblast Velkého pstružího jezera (Big Trout Lake), která patří k původním národům.

### Nunavut
Ojediněle lze nalézt nesprávné tvrzení, že se standardní čas nerespektuje v Resolute.

### Saskatchewan
Sezónní změna času se neoficiálně používá v Creightonu, a shoduje se tak s časy používanými v sousední Manitobě. Naproti tomu aplikace sezónní změny v Lloydminsteru a jeho okolí na hranicích Alberty, kde se používá MST a MDT, je v souladu se zákonem.

### Severozápadní teritoria
PST se po celý rok užívá v Tungstenu těsně u hranice s Yukonem.

### Britská Kolumbie
Neoficiálně užívá MST včetně sezónní změny času kraj Východní Kootenay (Regional District of East Kootenay), část kraje Columbia-Shuswap (Columbia-Shuswap Regional District) ležící východně od Selkirkových hor a část kraje Střední Kootenay (Regional District of Central Kootenay) ležící na východ od řeky Kootenay s výjimkou města Creston, kde se tento čas používá celý rok bez sezónní změny. Stejně tak se celoročně používá čas MST na většině území kraje Peace River (Peace River Regional District) kromě města Fort Ware. Tyto odchylky jsou obecně přijímány, ale nejsou legalizovány.

## Historie
Před zavedením pásmového času měla každá obec právo určit svůj místní čas, což se obvykle dělo podle místního slunečního času. Návrh rozdělit Kanadu na šest časových pásem pochází z r. 1878 a je dílem kanadského železničního inženýra Sandforda Fleminga, který byl průkopníkem myšlenky světových časových pásem. V r. 1884 nebo 1890 byl v Kanadě přijat zákon o časových pásmech a vstoupil v platnost 1. července 1891. V Kanadě byla poprvé na světě zavedena sezónní změna času, což umožňovala vyhláška z r. 1916. Šlo o čtyři kanadská města: Brandon (17. dubna), Winnipeg (23. dubna), Halifax (30. dubna) a Hamilton (4. června).
Postupné zavádění letního času bylo provázeno diskusemi a vyvolalo úpravy hranic časových pásem. Prakticky byl od počátku 60. let 20. století přechod na letní čas synchronizován se Spojenými státy. Když byl v r. 1987 letní čas v USA prodloužen, všechny kanadské provincie a teritoria tomu postupně přizpůsobily počátek a konec tohoto období. Stejně tak se stalo po prodloužení letního času v USA v r. 2005, a to v následujícím pořadí: 20. října 2005 Ontario a Manitoba, 5. prosince Quebec, 12. prosince Ostrov prince Edwarda, 23. prosince 2005 Nový Brunswick, 2. února 2006 Alberta, 4. března Severozápadní teritoria, 31. března Britská Kolumbie, 25. dubna Nové Skotsko, 14. července Yukon, 20. listopadu 2006 Newfoundland a Labrador,, 19. února 2007 Nunavut. Jediný Saskatchewan se ke změně nepřidal a ponechal původní rozsah „zimního období“.